# Harut y Marut

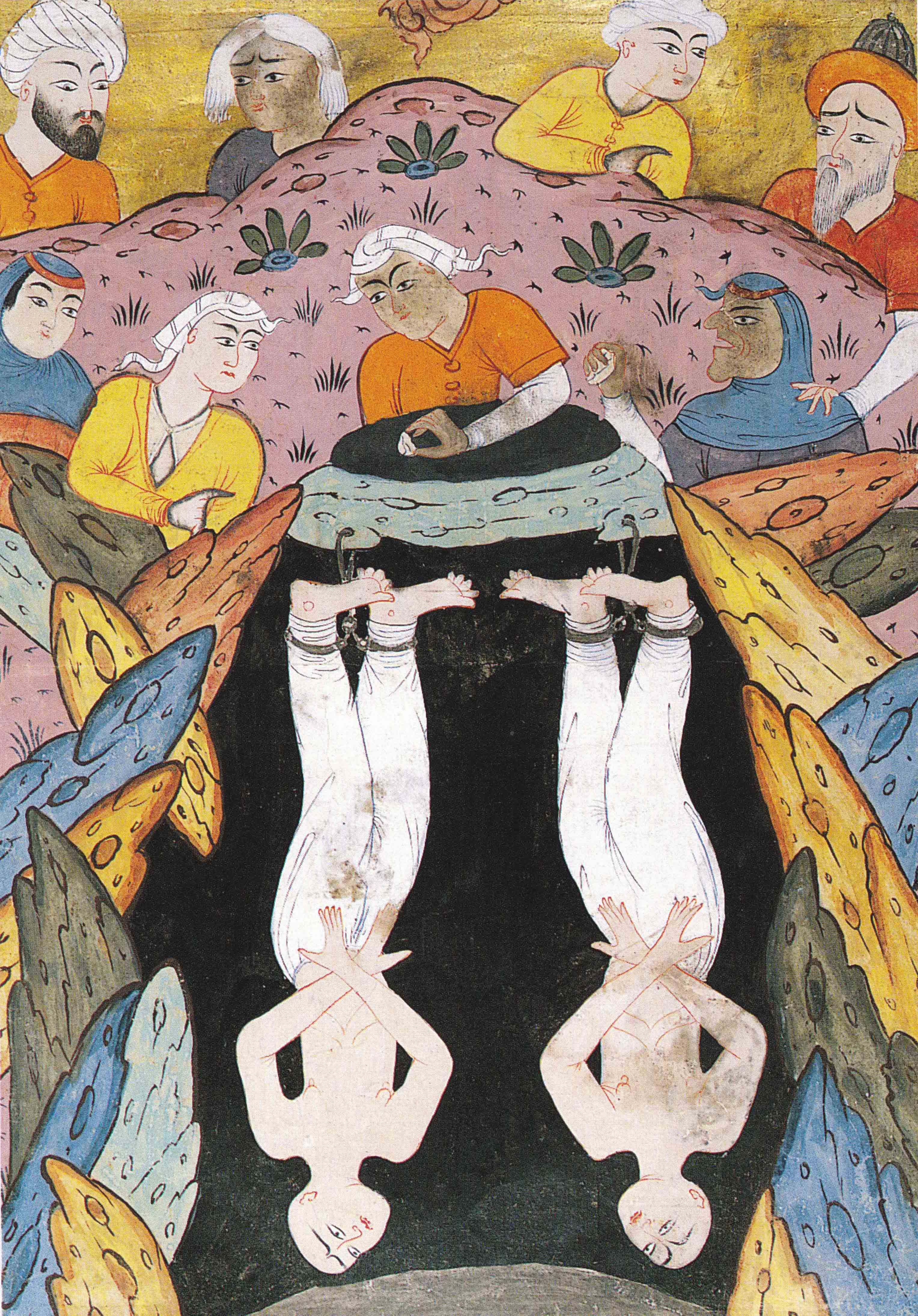
Harut y Marut

Harut y Marut (Árabe: هاروت وماروت) es el nombre de dos ángeles mencionados en el Corán , 96/102 (Azora, aleya o versículo), en la Azora 2 (llamada "La Vaca"), Quienes fueron enviados a Babel en Babilonia , mediante la realización de actos de magia. Sura Al-Baqara verso 102. El Corán indica que a pesar de que los ángeles advirtieron a los babilonios de no imitar lo que estaban haciendo, hubo algunos de los miembros de sus espectadores que no obedecieron y se convirtieron en hechiceros y así dañando sus almas. 
Sobre su origen hay diferentes opiniones; se remonta a la India (Mahabharata, 3, 123), a Persia (P. de Lagarde, G. Dumézi,) o bien a la angeología hebrea (J. Halévy). Las leyendas en que se basa este último fueron recogidas por al-Talabí (pág. 49 ss.). Se menciona también el nombre de Harut en el libro de Gisbert Haefs de la vida de Alejandro Magno.